# Чавага Костянтин Костянтинович
Костянтин Чавага (нар. 18 жовтня 1952 року, м. Коломия) — український журналіст, заступник прес-секретаря Львівської Архідієцезії, кореспондент Радіо Ватикану (тепер: vaticannews.va) та Католицького Інформаційного Агентства.

## Життєпис
Народився в Коломиї в родині із польським корінням. Закінчив Факультет журналістики Львівського національного університету імені Івана Франка. У журналістиці — від 1966 року. Від 1970 року мешкає у Львові.
Належав до грона засновників і був членом першої Управи Товариства Польської культури Львівської землі. Працював кореспондентом у редакції часопису «Gazeta Lwowska». Був референтом у справах ЗМІ Львівської митрополичої курії латинського обряду. Кореспондент газети «Kurier Galicyjski», а також Католицького Інформаційного Агентства (КІА) та Радіо Ватикану.
Головна тематика його творчості — поєднання поляків і українців, а також доля національних меншин на т. зв. Кресах. Учасник і популяризатор багатьох польсько-українських наукових конференцій. Автор багатьох сценаріїв і співавтор відео-продукції редакції часопису «Kurier Galicyjski».

## Нагороди і відзнаки
- Медаль з нагоди 100-річчя смерті Ю. І. Крашевського (1987)
- Диплом і медаль «Міцкевич-Пушкін» Товариства Співпраці «Польща-Схід» (2009)
- Командорський хрест ордена святого Григорія Великого (Ватикан, 30 липня 2009)[2][3]
- Нагрудний знак «За заслуги перед польською культурою» (2010)[1]
- Золотий Хрест Заслуги (Польща, 17 грудня 2018)[4]